# Poranga (Barra de São Francisco)
Poranga é um distrito do município de Barra de São Francisco, no Espírito Santo.

## História
O distrito de Poranga foi criado pela Lei Estadual n.º 776 de 29/12/1953.

## Geografia

### Localização
O distrito está situado na região norte do município.

### População
Pelo Censo 2010 (IBGE) a população total do distrito era de 601 habitantes, e a população urbana era de 85 habitantes.